# Wormaldia arizonensis
Wormaldia arizonensis är en nattsländeart som först beskrevs av Yong Ling 1938.  Wormaldia arizonensis ingår i släktet Wormaldia och familjen stengömmenattsländor. Inga underarter finns listade i Catalogue of Life.